# Maria Udrea
Maria Ruxandra Udrea (ur. 23 listopada 1990 w Bukareszcie) – rumuńska szpadzistka, brązowa medalistka mistrzostw świata.
Podczas mistrzostw świata w Budapeszcie w 2013 roku Rumunki w składzie: Ana Maria Brânză, Simona Pop, Raluca Sbîrcia i Maria Udrea zdobyły brązowy medal w zawodach drużynowych. W rywalizacji indywidualnej zajęła tam 23. miejsce.
Ponadto zdobyła drużynowo srebrny medal na mistrzostwach Europy w Zagrzebiu (2013) i złoty na mistrzostwach Europy w Strasburgu (2014).
Nigdy nie wzięła udziału w igrzyskach olimpijskich.